# Lu Kang
Lu Kang (* 226; † 274) war ein Sohn von Lu Xun und ein Enkel von Sun Ce. Er und sein Vater waren Generäle der Wu-Dynastie während der Zeit der Drei Reiche im alten China.
Er wurde für sein Talent und seine Weisheit gepriesen. Er arbeitete mit Yang Hu, einem General der Jin-Dynastie, zusammen, um den Frieden in den Grenzregionen beider Reiche zu halten.
Der damalige Wu-Kaiser Sun Hao war ein grausamer Tyrann. Obwohl er Lu Kang nicht unterdrückte, nahm er doch keinen seiner Vorschläge an. Bald nach Lu Kangs Tod unterwarf die Jin-Dynastie das Wu-Reich und vereinte China.
Lu Kang hatte acht Söhne, deren zwei jüngste berühmte Schriftsteller der Jin-Dynastie wurden. Die Frau seines Sohnes Lu Jing war Sun Haos Schwester.
| Personendaten    | Personendaten           |
| ---------------- | ----------------------- |
| NAME             | Lu, Kang                |
| KURZBESCHREIBUNG | General der Wu-Dynastie |
| GEBURTSDATUM     | 226                     |
| STERBEDATUM      | 274                     |